# Jüdischer Friedhof (Rheinbach)

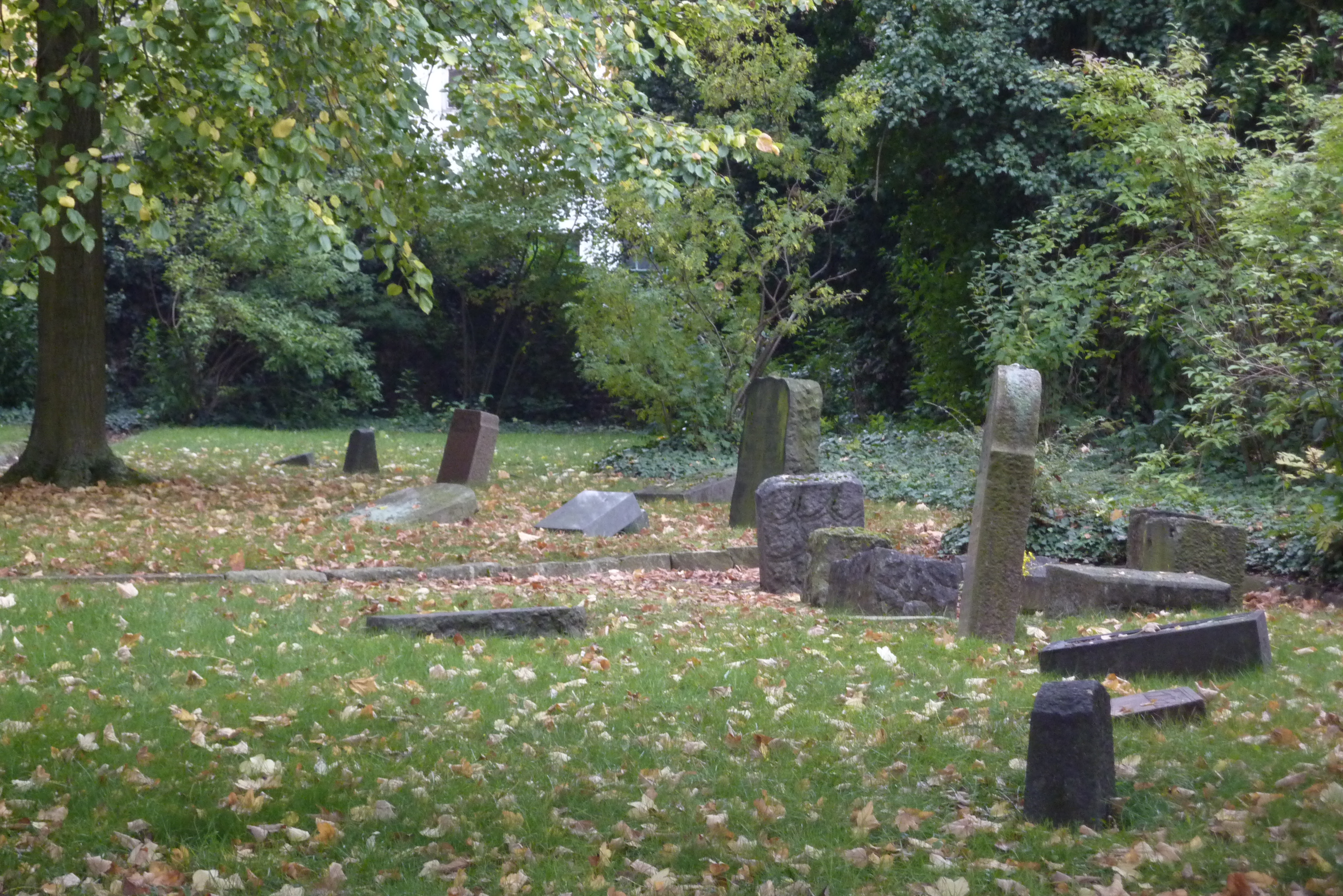
Jüdischer Friedhof in Rheinbach

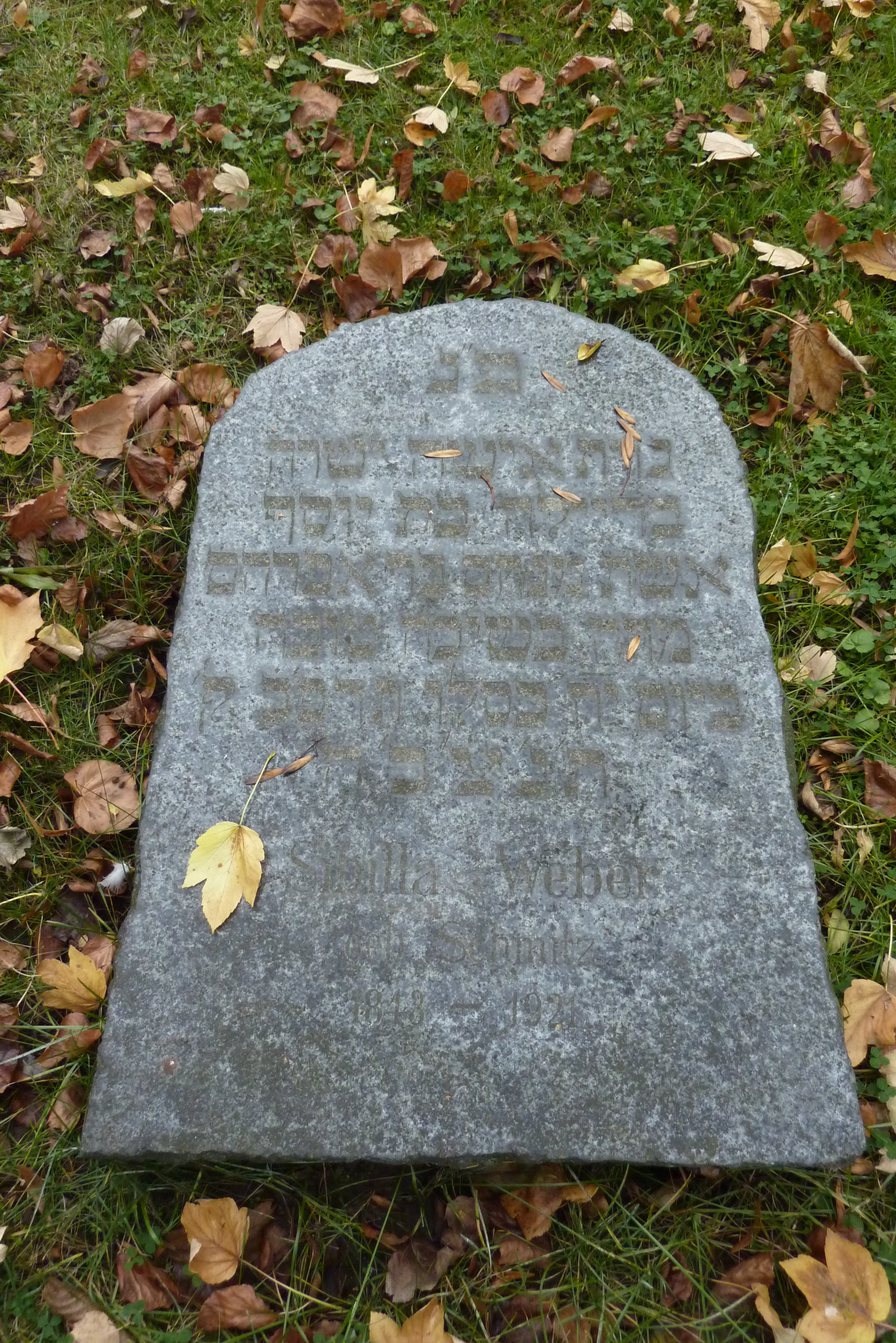
Grabstein für Sibilla Weber, mit hebräischer Inschrift

Der Jüdische Friedhof Rheinbach befindet sich in Rheinbach, einer  Stadt im Rhein-Sieg-Kreis in Nordrhein-Westfalen. Er liegt an der ehemaligen Ladestraße (Nähe Bahnhof), die in Am jüdischen Friedhof umbenannt wurde.

## Geschichte
Juden sind in Rheinbach schon seit der Mitte des 14. Jahrhunderts nachweisbar. Die Größe der Gemeinde betrug im Jahr 1813 26, 1885 96 und 1933 noch 27 Mitglieder. Eine Synagoge wird bereits 1843 genannt. Die neu errichtete Synagoge wurde 1872 eingeweiht und in der Reichspogromnacht im November 1938 durch Brandstiftung zerstört.
Der heute noch vorhandene Friedhof wurde vor 1893 angelegt. Es existierte zuvor ein jüdischer Friedhof in der Weiherstraße, der vor 1900 geschlossen und beim Ausbau der Weiherstraße beseitigt wurde. Der neue Friedhof hat eine Fläche von 778 m². Heute sind noch zehn Grabsteine bzw. Fragmente von Grabsteinen vorhanden. Der Friedhof wurde von 1893 bis Anfang der 1930er Jahre belegt.
Als 1895 der jüdische Friedhof Wormersdorf geschlossen wurde, bestatteten die Wormersdorfer Juden ihre Toten in Rheinbach. Desgleichen verfuhren bis 1905 die jüdischen Bewohner von Oberdrees und bis 1925 auch die von Flerzheim.
Während der Zeit des Nationalsozialismus wurde der Friedhof nahezu gänzlich zerstört und die meisten Grabsteine wurden zur Wiederverwendung weggebracht. 
Seit 1986 steht der Friedhof unter Denkmalschutz.